# Marsippospermum grandiflorum
Marsippospermum grandiflorum, jednosupnica iz porodice sitovki raširena od središnjeg Čilea preko Argentine i Ognjene zemlje do Malvinskih otoka. Ova korisna biljka Indijancima Patagonije i Ognjene zemlje služila je za tkanje košara.

## Fizičke karakteristike
Marsippospermum grandiflorum je trajnica koja naraste do 0,3 m (1 stopu). Vrsta je hermafrodit (ima i muške i ženske organe) i oprašuje se vjetrom.

Odgovaraju mu: laka (pješčana) i srednja (ilovasta) tla. Prikladan pH: blago kisela, neutralna i bazična (blago alkalna) tla. Može rasti u polusjeni (svijetla šuma) ili bez sjene. Preferira vlažno ili mokro tlo.